# Mikowa Góra
Mikowa Góra  lub po prostu Mikowa (638 m) – szczyt w Paśmie Jaworzyny w  Beskidzie Sądeckim. Wznosi się nad Popradem w Muszynie, tuż nad ujściami rzeki Muszynki i potoku Szczawnik. Płynący w tym miejscu z południa na północ Poprad napotykając Mikową Górę uderza w nią, robi ostry zwrot niemal o 180° i spływa wzdłuż jej podnóży w południowo-zachodnim kierunku. Pomiędzy stokami Mikowej Góry a Popradem poprowadzono drogę wojewódzką nr 971. Jest to więc widokowe i ciasne miejsce; z jednej strony stromo pocięte skały Mikowej Góry, w niektórych miejscach zabezpieczone siatkami i murami oporowymi od osuwających się skał, z drugiej strony burzliwy Poprad uderzający o betonowe wały, na których wykonano tę drogę.
Południowe stoki Mikowej Góry opadają do Popradu, wschodnie do głęboko wciętej doliny dużego potoku Szczawnik, zachodnie do doliny niewielkiego i płytko wciętego Milickiego Potoku. Na północ pomiędzy dolinami tych dwóch potoków oraz potoku Milik od Mikowej Góry ciągnie się wąski i długi grzbiet łączący ją z wierzchołkiem Czertez.
Mikowa Góra jest całkowicie zalesiona. Na jej północno-zachodnich stokach utworzono rezerwat przyrody Las Lipowy Obrożyska, w którym znajduje się naturalny las lipowy – rzadkość w skali całej Europy.

## Szlaki turystyczne
– ścieżka przyrodnicza z Muszyny doliną Milickiego Potoku, przez rezerwat przyrody i Mikową Górę